# Ira S. Webb
Pour les articles homonymes, voir Webb.
Ira S. Webb est un directeur artistique, un chef décorateur, un scénariste et un producteur américain né le 12 mai 1899 à Scottdale (Pennsylvanie) et mort le 9 décembre 1971 à Los Angeles (Californie).

## Filmographie partielle
Chef décorateur ou directeur artistique
- 1935 : La Fin de Zorro (Skull and Crown) d'Elmer Clifton
- 1935 : Midnight Phantom (en) de Bernard B. Ray
- 1936 : Roamin' Wild (en) de Bernard B. Ray
- 1936 : Fast Bullets d'Harry S. Webb
- 1942 : Les Mille et Une Nuits (Arabian Nights) de John Rawlins
- 1942 : La Fièvre de l'or noir (Pittsburgh) de Lewis Seiler
- 1942 : Escapade en musique (en) (Get Hep to Love) de Charles Lamont
- 1942 : La Cicatrice (The Silver Bullet) de Joseph H. Lewis
- 1943 : Hi'ya, Sailor de Jean Yarbrough
- 1943 : So's Your Uncle de Jean Yarbrough
- 1943 : Le Fantôme de l'Opéra (Phantom of the Opera) d'Arthur Lubin
- 1943 : Liens éternels (Hers to Hold) de Frank Ryan
- 1943 : La Femme gorille (Captive Wild Woman) d'Edward Dmytryk
- 1943 : La Sauvagesse blanche (en) (White Savage) d'Arthur Lubin
- 1944 : La Passion du Docteur Holmes (The Climax) de George Waggner
- 1944 : La Fière Tzigane (Gypsy Wildcat) de Roy William Neill
- 1944 : Reckless Age de Felix E. Feist
- 1944 : South of Dixie de Jean Yarbrough
- 1944 : La Griffe sanglante (The Scarlet Claw) de Roy William Neill
- 1944 : Le Signe du cobra (Cobra Woman) de Robert Siodmak
- 1944 : Hollywood Parade (Follow the Boys) d'A. Edward Sutherland et John Rawlins
- 1944 : Hi, Good Lookin'! d'Edward C. Lilley
- 1944 : Ali Baba et les Quarante Voleurs (Ali Baba and the Forty Thieves) d'Arthur Lubin

## Distinctions
Oscar des meilleurs décors

### Récompenses
- en 1944 pour Le Fantôme de l'Opéra

### Nominations
- en 1943 pour Les Mille et Une Nuits
- en 1945 pour La Passion du Docteur Holmes